# Joyce de Ruiter
Joyce de Ruiter (1984) is een Nederlands spreker en schrijfster.

## Levensloop
De Ruiter is slechtziend geboren en werd vanaf haar puberteit nachtblind. Kort daarna werd bij haar vastgesteld dat ze aan het syndroom van Usher lijdt. Naarmate ze ouder werd, ging ze steeds slechter zien en horen. Haar ambitie om de studie visual marketing te gaan volgen werd door haar oogarts afgewezen. Ondanks haar ziekte kon ze wel in het bedrijfsleven werken. Ze werkte onder meer in de sales en de incentive- en verandermanagement. Als spreker geeft ze lezingen over wendbaarheid en veerkracht in tijden van verandering. Ze schreef twee autobiografische boeken over haar visuele beperking. Daarnaast verscheen er over haar in 2021 de documentaire Stilte in de Nacht.

## Publicaties
- (2020) Niet horen Niet zien Niet zwijgen ISBN 9789493089136
- (2020) De Lamme leidt de Blinde i.s.m. Niek van den Adel ISBN 9789493089150

## Privé
De Ruiter is getrouwd en heeft twee kinderen.